# Bhatana
Bhatana (nepalski: भटना) – gaun wikas samiti w zachodniej części Nepalu w strefie Mahakali w dystrykcie Baitadi. Według nepalskiego spisu powszechnego z 2011 roku liczył on 664 gospodarstwa domowe i 4017 mieszkańców (2033 kobiety i 1984 mężczyzn).